# Chiesa di Santa Lucia (Uzzano)
La Chiesa di Santa Lucia, già parrocchiale, sorge nell'omonima frazione di Uzzano, in Valdinievole, diocesi di Pescia, provincia di Pistoia.

## La storia dell'edificio
Un primo oratorio, custodito da un romito, sorse nella località di  Terrarossa probabilmente già in epoca medievale, nei pressi di un importante crocevia della Via Cassia e Clodia. Nel XVI secolo, fu fondata presso l'oratorio la  Compagnia del SS. Trinità, Santa Lucia e San Rocco, che ne nominava il cappellano. L'oratorio dipendeva dalla pieve di Uzzano. Il 26 ottobre 1784, con rescritto del granduca di Toscana Pietro Leopoldo, l'oratorio fu innalzato al rango di parrocchia, con il titolo di rettoria. Il territorio della parrocchia fu costituito sottraendo competenze alle parrocchie della cattedrale di Pescia, di Uzzano, della Costa e del Torricchio. Nel 2012, con la costruzione della nuova chiesa dei Santi Lucia e Allucio in località Fornaci, la chiesa di Santa Lucia ha perso la funzione parrocchiale.

## Le testimonianze artistiche
Di impostazione neoclassica, la chiesa ha raggiunto l'attuale volumetria nel 1842. Oggetto di numerosi interventi negli anni successivi, ha subito l'inversione dell'orientamento nel 1974, quando furono smantellati il vecchio presbiterio, gli altari laterali e la cantoria. Sotto la loggetta laterale, si trova un affresco, un tempo custodito sopra il portale principale, raffigurante Gesù tra santa Lucia e san Rocco, attribuito a Jacopo Ligozzi. L'altare di sinistra, dedicato alla Madonna delle Grazie, custodisce l'affresco di una Vergine con Bambino attribuita a Nicodemo Ferrucci. L'organo, costruito nel 1905 da Emanuele Tofanelli di Viareggio, è stato trasferito nella Chiesa dei Santi Lucia e Allucio. La torre campanaria fu costruita nel 1938 su progetto di Umberto Pergola, al posto di una precedente, abbattuta perché dichiarata pericolante. Le campane, fuse nel 1941 dalla ditta Lera Serafino di Lucca, sono state collocate nel nuovo campanile. 

## Cronotassi dei Rettori di Santa Lucia a Terrarossa
- Can. Giuseppe Panattoni † (1784-1838)
- Don Luigi Vita † (1838-1852)
- Don Giovanbono Birindelli † (1852-1886)
- Don Costantino Lucchesi † (1886-1938)
- Don Adolfo Marchetti † (1938-1970)
- Don Romano Gori † (1970-1989)
- Don Oreste Carlo Agnesi (1989-1996)
- Don Mario Avella (1996-2001)
- Don Francesco Diana (2001-2003)
- Don Francesco Ciucci (2003-2016)
- Don Bernie Del Rio (2016 - in carica)